# Longeault
Longeault ist eine Ortschaft und eine ehemalige französische Gemeinde mit 547 Einwohnern (Stand 1. Januar 2022) im Département Côte-d’Or in der Region Bourgogne-Franche-Comté. Sie gehörte zum Arrondissement Dijon und zum Kanton Genlis.
Mit Wirkung vom 1. Januar 2019 wurden die ehemaligen Gemeinden Longeault und Pluvault zur Commune nouvelle Longeault-Pluvault zusammengelegt und haben in der neuen Gemeinde den Status einer Commune déléguée. Der Verwaltungssitz befindet sich im Ort Longeault.

## Lage
Umgeben wird die Ortschaft von Beire-le-Fort im Norden, von Collonges-lès-Premières im Osten, von Pluvault im Süden und von Genlis im Westen.

## Bevölkerungsentwicklung
| Jahr      | 1962 | 1968 | 1975 | 1982 | 1990 | 1999 | 2012 |
| Einwohner | 243  | 272  | 323  | 501  | 739  | 681  | 573  |